# Мэтью (ураган)

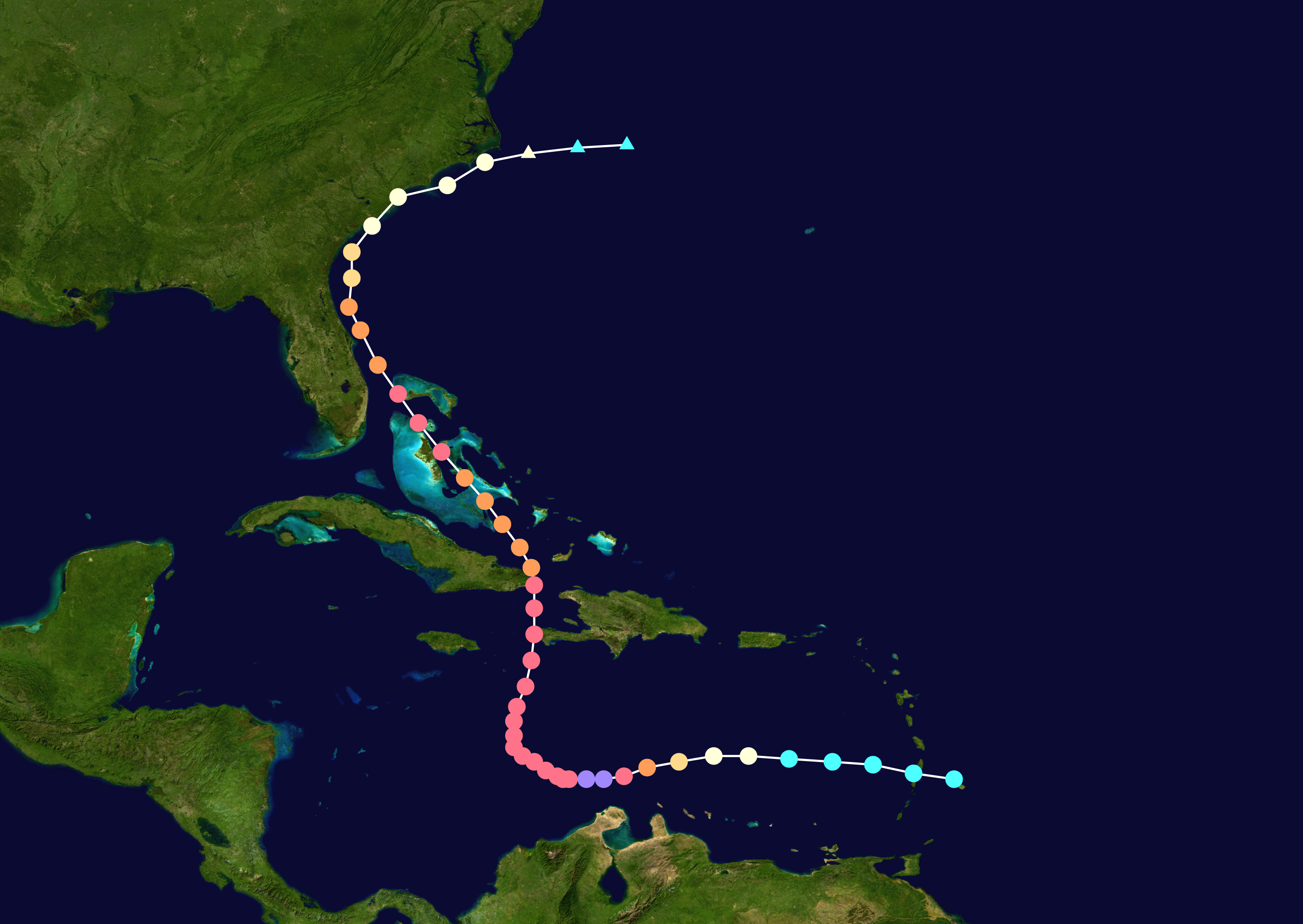
Траектория движения урагана Мэтью

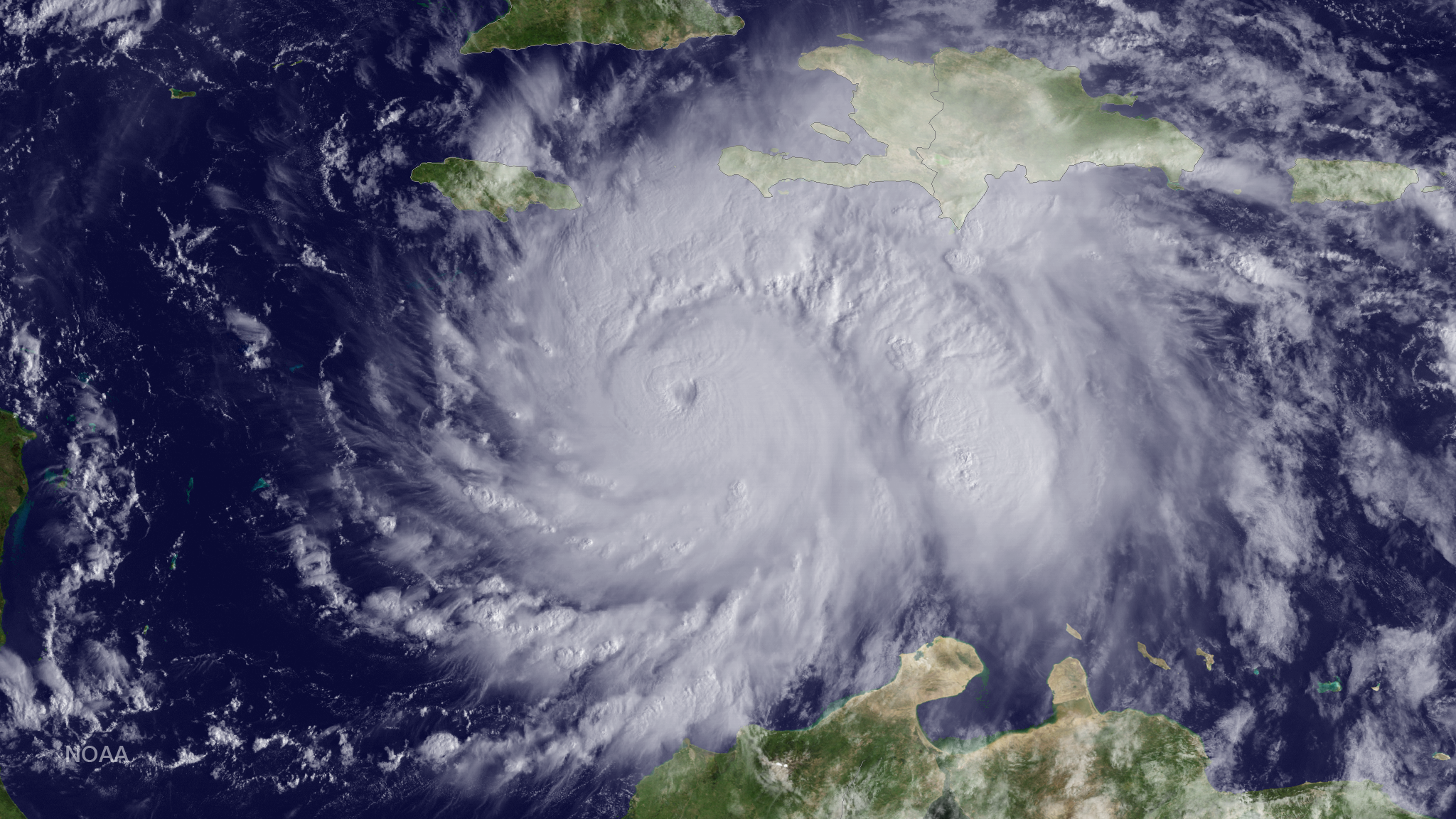
Ураган Мэтью в районе: Гаити, Ямайка и Куба. 3 октября 2016 года

Ураган Мэтью (также используется вариант написания «Мэттью») — мощный тропический циклон над Карибским морем 2016 года. «Мэтью» был тринадцатым поименованным штормом, пятым ураганом и вторым крупным ураганом сезона атлантических ураганов 2016 года. Это первый атлантический ураган 5-й категории по шкале Саффира — Симпсона со времён урагана Феликс 2007 года.

## Движение урагана
Мощная тропическая волна прошла 22 сентября в Атлантическом океане недалеко от побережья Африки, 28 сентября депрессия была переквалифицирована в тропический циклон и в это время шторм прошёл через Наветренные острова и двинулся вдоль побережья Южной Америки. Со скоростью ветров 240 километров в час переместился к Ямайке, Кубе и Гаити, и через Багамские острова двинулся на побережье Соединённых штатов, где губернаторы Флориды и Северной Каролины объявили чрезвычайное положение. 3 октября, ураган прошёл недалеко от северного побережья Южной Америки, задев полуостров на севере Колумбии и Венесуэлы. 5 октября скорость ветра на Гаити достигала 230 километров в час. Ураган атаковал Ямайку и Кубу. 6 октября он коснулся восточного побережья Кубы, где было эвакуировано больше миллиона человек. Стихия повредила дороги, дома, передает Франс Пресс.А также прошёл через Багамские острова, и в это же время, Барак Обама объявил чрезвычайное положение в штате Флорида в связи с приближением к его берегам урагана «Мэтью». Объявлена эвакуация более 2 млн чел. Также дополнительная эвакуация была объявлена в штате Джорджия. После этого ослабел до 3 категории.  8 октября Ураган ослабел до первой категории, скорость ветра упала до 38 метров в секунду после чего окончательно утих.

## Последствия
- Гаити: от последствий урагана в погибло более 470 человек[7].Около 2100000 человек так или иначе пострадали от урагана. Так же было разрушено более 90% всех зданий.А в результате загрязнения вод и фактов антисанитарии, вызванных стихией, по состоянию на 9.10.2016 зафиксированы случаи заболевания холерой.
- Соединённые Штаты Америки|США: погибло не менее 27 человек, а из-за последствий урагана более миллиона людей оставалось без электроэнергии[8]. Помимо этого, наводнением разрушено асфальтовое покрытие дорог, смыло несколько небольших мостов, затопило первые этажи жилых домов в многочисленных городских кварталах, перевернуло и затопило припаркованные автомобили, ветром разрушены легкие сооружения прибрежной и пляжной зоны.
- Куба: гибели людей зарегистрировано не было, но ураган обрушился на провинцию Гуантанамо, где разрушил дороги и опустошил город Баракоа с городом Пунта Калета.